# 鮎川信夫

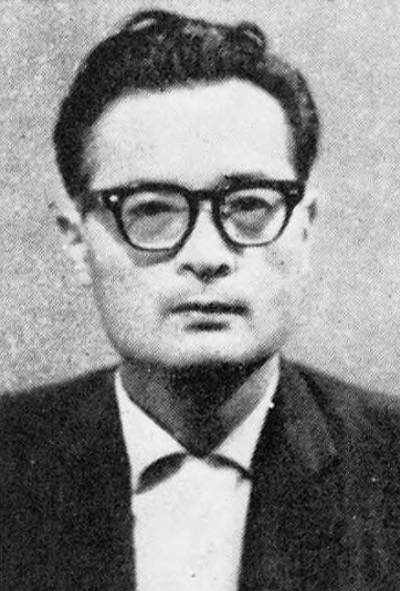
鮎川信夫

鮎川 信夫（あゆかわ のぶお、1920年（大正9年）8月23日 - 1986年（昭和61年）10月17日）は、日本の詩人・評論家・翻訳家。別名・二宮 佳景（にのみや よしかげ）。本名・上村 隆一（うえむら りゅういち）。
戦後の詩壇で一貫して重要人物とされる。
第1次、第2次『荒地』の創刊に関わる。「詩人の条件」「なぜ詩を書くか」などの詩論で、戦後詩を性格づける中心的役割を果たした。作品に詩「死んだ男」(1947年)、『鮎川信夫詩集』(1955年)など。

## 生涯

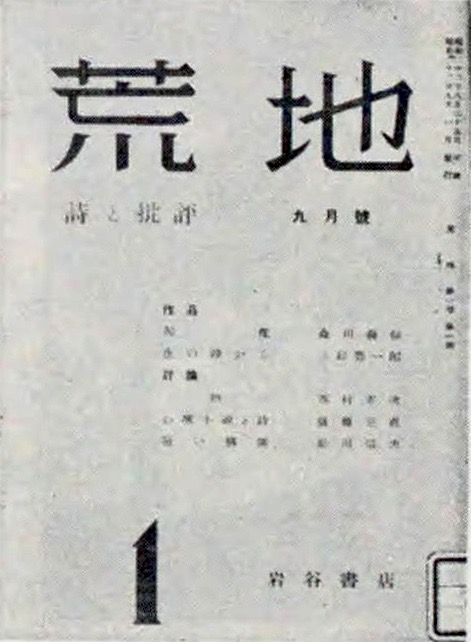
鮎川らが1947年に創刊した第二次『荒地』

東京小石川の高田豊川町に生まれる。父・上村藤若（「帝国文化協会」主催の出版者・文筆家）は農本主義的なナショナリストで、世間的には温厚な人格者でありながら、家庭内ではすこぶる冷淡な人間であったため、鮎川にとってのモダニズムは〈父親イメージへの反逆から始まった〉と後に語っている。母の幸子は幕末の大野藩の蘭学医・土田龍湾の孫。
16歳で詩作を始める。筆名「鮎川信夫」は雑誌『若草』への投稿作「寒帯」（1937年）で名乗り、佳作掲載されて以来用いたが、初期には様々な筆名を用いた。1937年（昭和12年）秋に神戸で中桐雅夫が刊行していた同人誌『LUNA』に加入（筆名・伊原隆夫）。その後、詩誌『LE BAL』へ投稿。一方、1938年11月には森川義信らと第一次『荒地』を企画し、翌年3月から2年間に6冊を刊行する（後の鮎川の代表作のひとつである「死んだ男」の詩中に登場する「M」とは森川を指し、戦争で死んでいた者たちの「遺言執行人」としての立場を生涯貫く）。1942年（昭和17年）早稲田大学文学部英文科3年次在学中、卒論『T・S・エリオット』を提出。これは審査に当たった教授が舌を巻くほど優れた出来だったというが、軍事教練の出席時間不足で卒業を認められずに早稲田大学中退。同年10月に青山の近衛歩兵第4連隊に入隊。1943年3月、三好豊一郎編集の詩誌『故園』へ遺書のつもりで「橋上の人」を書き残す。同年5月、スマトラ島に出征したが、マラリアや結核を発症し、1944年5月に傷病者として帰還。1945年2月、福井県の傷痍軍人福井療養所で午後9時の消灯後、家族への手紙を書くふりをしながら、わずかな電灯の明かりをたよりに「戦中日記」を書く。同年4月に外泊先の岐阜県より退所願いを出す。8月、福井県大野郡石徹白村で終戦を迎える。
1947年（昭和22年）田村隆一らと詩誌『荒地』を主催し、「死んだ男」「繋船ホテルの朝の歌」「アメリカ」「姉さんごめんよ」などの代表作品と共に「Xへの献辞」「現代詩とは何か」などの詩論を発表。その終刊まで見守る。1951年（昭和26年）頃には、それまで持ち歩いていた未発表作の大方を焼却。多くの詩人と対談を行い、鮎川への詩評や言及は数多い。他にエラリー・クイーン、コナン・ドイルなどの推理小説やウィリアム・S・バロウズの翻訳を手掛け、時に二宮佳景の筆名を用いた。また、晩年は詩作よりも批評に重きを置き、その評価も高い。弟子には牟礼慶子などがいる。
二人目の妻は年上の英文学者・最所フミ。しかしこの結婚の事実については親戚知人にも明かさなかったため、友人たちは独身だと信じており、鮎川の葬儀の際に最所が名乗り出て、みな驚いたという（宮田昇『戦後翻訳風雲録』）。なお、それ以前に、荒地派の詩人・佐藤木実と、籍は入れなかったが内縁の夫婦であった。
上記の例に見られるように、鮎川は私生活に関して完全な秘密主義を貫いており、連絡先は母の家、晩年は甥の家にする徹底ぶりだった。
1986年10月17日、世田谷区成城の甥の上村佑の家に郵便物を受け取りに行き、甥の家族と、ファミコンでスーパーマリオブラザーズに興じている最中に脳出血で倒れ、搬送先の杏林大学医学部付属病院で死去。66歳没。墓所は港区善福寺。

## 主要な著作

### 著作集
- 『鮎川信夫著作集』 全10巻（思潮社） 1973 - 1976
- 『鮎川信夫全集』 全8巻（思潮社） 1989 - 2001

### 詩作
- 『鮎川信夫詩集 1945 - 1955』（荒地出版社） 1955
- 『橋上の人』（思潮社、現代日本詩集12） 1963
- 『鮎川信夫全詩集 1945 - 1965』（荒地出版社） 1965
- 『鮎川信夫全詩集 1945 - 1967』（荒地出版社） 1967
- 『鮎川信夫詩集』（思潮社） 1968
- 『1937 - 1970 鮎川信夫自撰詩集』（立風書房） 1971
- 『新選 鮎川信夫詩集』（思潮社） 1977
- 『宿恋行』（思潮社） 1978
- 『鮎川信夫全詩集 1946 - 1978』（思潮社） 1980
- 『鮎川信夫』（中央公論社、現代の詩人2） 1984
- 『難路行』（思潮社） 1987
- 『鮎川信夫詩集 続』（思潮社） 1994

### 評論・エッセイ
- 『現代詩作法』（牧野書店） 1955
- 『鮎川信夫詩論集』（思潮社） 1964
- 『戦中手記』（思想社） 1965
- 『詩の見方 近代詩から現代詩』（思潮社） 1966
- 『日本の抒情詩 藤村、白秋から谷川俊太郎まで』（思潮社） 1968年）
- 『一人のオフィス 単独者の思想』（思潮社） 1968
- 『歴史におけるイロニー』（筑摩書房） 1971
- 『鮎川信夫詩人論集』（晶文社） 1971
- 『厭世』（青土社） 1973
- 『吉本隆明論』（思潮社） 1982
- 『失われた街 森川義信論』（思潮社） 1982
- 『私のなかのアメリカ』（大和書房） 1984
- 『時代を読む・コラム批評100篇 1982～1985』（文藝春秋） 1985
- 『疑似現実の神話はがし』（思潮社） 1985
- 『すこぶる愉快な絶望 ‐ 鮎川信夫評論集』（思潮社） 1987
- 『最後のコラム - 鮎川信夫遺稿集103編 - 1979～1986』（文藝春秋） 1987
- 『私の同時代 鮎川信夫拾遺 エッセイと論稿46篇 1980～1986』（文藝春秋） 1987

### 対談集
- 『対談文学の戦後』（吉本隆明、講談社） 1979
- 『詩の読解』（吉本隆明、思潮社） 1981
- 『思想と幻想』（吉本隆明、思潮社） 1981
- 『自我と思想』（思潮社） 1982
- 『全否定の原則と倫理』（吉本隆明、思潮社） 1985
- 『アメリカとAMERICA 日米摩擦の底流にあるもの』（石川好、時事通信社） 1986

## 翻訳
- 『オシリスの眼』（オースティン・フリーマン、二宮佳景名義、早川書房） 1951
- 『かえりみはせじ』（レスリイ・グリイナー、寺井十輔共訳、早川書房） 1951
- 『詩と批評』（T・S・エリオット、荒地出版社） 1954
- 『シタフォードの謎』（アガサ・クリスチィ、東京創元社） 1956、のち文庫
- 『ABC殺人事件』（アガサ・クリスティー、早川書房） 1957
- 『試行錯誤』（アントニー・バークリイ、創元社） 1958、のち改題文庫化『トライアル&エラー』
- 『電話の声』（ジョン・ロード、東京創元社） 1959
- 『自我の発見 二十四の自画像』（編訳、荒地出版社） 1959
- 『あなたも魔術師になれる』（ブルース・エリオット、二宮住景名義、荒地出版社） 1959
- 『推理試験 あなたの推理力をテストする80題』（二宮佳景名義、荒地出版社） 1959
- 『一分間ミステリ』（二宮佳景名義、荒地出版社） 1959
- 『続推理試験』（A・リプレイ、二宮住景名義、荒地出版社） 1959
- 『わが最大の事件 世界大犯罪物語』正・続（クルト・ジンガー、二宮佳景名義、荒地出版社） 1960
- 『世界を変える五つの思想』（バーバラ・ウォード、荒地出版社） 1960
- 『すねた娘』（E・S・ガードナー、角川文庫） 1961
- 『女性のためのゴルフ』（ルイーズ・サッグス、アサヒゴルフ出版局） 1961
- 『人間みな同胞 ランバレネのシュヴァイツアー博士』（ノーマン・カズンズ、荒地出版社） 1961
- 『ワイアット・アープ伝 真説・荒野の決闘』（スチュアート・N・レーク、荒地出版社） 1962
- 『決死の時 真説アラモ砦』（ウォルター・ロード、荒地出版社） 1962
- 『あるスパイへの墓碑銘』（エリック・アンブラー、東都書房、世界推理小説大系） 1963
- 『悪名高き男たち カポネとその時代』（ケネス・オルソップ、荒地出版社） 1963
- 『裸のランチ』（ウィリアム・バロウズ、河出書房新社、人間の文学） 1965、のち文庫
- 『偉大な生涯の物語 イエス・キリスト伝』（F・アワズラー、荒地出版社） 1965
- 『男性のための恋愛論』（スティーブン・ポッター、荒地出版社） 1966
- 『アプダイク作品集』（ジョン・アプダイク、荒地出版社） 1969
- 『ジャンキー 回復不能麻薬常用者の告白』（バロウズ、思潮社） 1969、のち河出文庫
- 『レディに捧げる殺人物語』（フランシス・アイルズ、創元推理文庫） 1972
- 『女のいない男たち』（アーネスト・ヘミングウェイ、荒地出版社、ヘミングウェイ短編集2） 1982

### エラリー・クイーン
- 『オランダ靴の秘密』（エラリー・クイーン、二宮佳景名義、早川書房） 1951
- 『Zの悲劇』（エラリー・クイーン、東京創元社） 1956、のち文庫
- 『レーン最後の事件』（エラリー・クイーン、東京創元社） 1957、のち文庫
- 『Yの悲劇』（エラリー・クィーン、創元推理文庫） 1959
- 『Xの悲劇』（エラリー・クィーン、創元推理文庫） 1960
- 『エジプト十字架の秘密』（エラリー・クイーン、東都書房、世界推理小説大系） 1962

### コナン・ドイル
- 『シャーロック・ホームズの冒険』（コナン・ドイル、講談社文庫） 1973
- 『シャーロック・ホームズの回想』（コナン・ドイル、講談社文庫） 1973
- 『シャーロック・ホームズの帰還』（コナン・ドイル、講談社文庫） 1975
- 『シャーロック・ホームズの最後の挨拶』（コナン・ドイル、講談社文庫） 1976
- 『緋色の研究』（コナン・ドイル、講談社文庫） 1977
- 『四つの署名』（コナン・ドイル、講談社文庫） 1979
- 『バスカビル家の犬』（コナン・ドイル、講談社文庫） 1980
- 『シャーロック・ホームズ大全』（コナン・ドイル、講談社） 1986

## 関連文献
- 樋口良澄『鮎川信夫、橋上の詩学』思潮社 2016
- 野沢啓『単独者 鮎川信夫』思潮社 2019

## 参考図書
- ねじめ正一『荒地の恋』（文藝春秋） 2007
- 『現代詩読本 さよなら鮎川信夫』（思潮社） 1986.12
- 『幽霊船長 河原晋也遺稿集』（文藝春秋） 1987.11